# 艾伦·辛克莱
艾伦·辛克莱（英語：Alan Sinclair，1985年10月16日—），英国男子赛艇运动员。他曾代表英国参加世界赛艇锦标赛，获得一枚银牌和二枚铜牌。他也曾参加2016年夏季奥林匹克运动会。